# Prix France-Allemagne
Der Prix France-Allemagne war ein von der in Paris ansässigen Association France-Allemagne gestifteter Preis. Diese Gesellschaft zur Förderung und Koordination von deutsch-französischen Initiativen zur Zusammenarbeit auf den Gebieten von Politik, Kultur, Wirtschaft, Austausch und Partnerschaften wurde im Juli 1963 vom französischen Politiker Jacques Vendroux, einem Schwager Charles de Gaulles, gegründet.
Die Verleihung des Preises erfolgte zum ersten Mal 1970 an den Preisträger Herbert von Karajan. Bis 1994 wurde der Preis an Personen oder Institutionen verliehen, die sich um die Aussöhnung zwischen Deutschen und Franzosen verdient gemacht haben.
Der Preis ist nicht zu verwechseln mit dem Frankreichpreis/Prix Allemagne der Robert-Bosch-Stiftung, mit dem seit ca. 1997 deutsche und französische Berufsschulklassen ausgezeichnet werden, die ein gemeinsames Projekt verwirklicht haben.

## Preisverleihung
Der Preis wurde vom Präsidenten des französischen Senats im Rahmen einer Feierstunde im Palais du Luxembourg überreicht. Bis 1992 nahm Alain Poher, der zugleich auch Präsident der Vereinigung der französischen Bürgermeister war, die Ehrung vor. In 1983 wurde die Preisverleihung an Beuel und Mirecourt vom ehemaligen französischen Außenminister 
Couve de Murville vorgenommen. Ab 1993 wurden die Ehrungen vom nachfolgenden Senatspräsidenten René Monory durchgeführt.
Der eigentliche Preis bestand aus einer Medaille und einer Verleihungsurkunde. Der Text der Urkunde lautete bei einer Städtepartnerschaft wie folgt (Beispiel aus 1985):
Der Limburg a.d. Lahn und Sainte Foy-lès-Lyon zuerkannte Preis „France-Allemagne“ der Städtepartnerschaften wurde am 27. März 1985 in Paris im Palais du Luxembourg durch Senatspräsident Poher überreicht. Diese Auszeichnung bestätigt die aufrichtigen Freundschaftsbeziehungen der seit 18 Jahren bestehenden Partnerschaft.
Sie ehrt alle Bürger unserer beiden Städte, die durch ihre Hingabe einen Beitrag zu dieser Friedensbemühung geleistet haben.
Bei einer Preisüberreichung in 1983 wurde auch ein Kranz übergeben. 

## Liste der Preisträger
Die nachstehende Liste ist unvollständig, da mindestens noch 13 Städtepartnerschaften fehlen, welche in 1975 mit dem Preis ausgezeichnet wurden. Ansonsten ist es unklar, ob der Preis tatsächlich jedes Jahr vergeben wurde.
| Jahr     | Datum der Verleihung | Preisträger | Grund der Verleihung | Anmerkung |
| -------- | -------------------- | --- | --- | --- |
| 1970     | 18. Juli             | Herbert von Karajan | ? | Die Verleihung fand in Aix-en-Provence statt. |
| 1971     | November ?           | Carlo Schmid und Jacques Massu                                                                                              | ? | [ 3 ] |
| 1973     | 22. November         | Deutsch-Französisches Jugendwerk (DFJW) = Office franco-allmand pour la Jeunesse (OFAJ)                                     | Vorbildfunktion in der Verbesserung der deutsch-französischen Beziehungen                                                                               | Verleihung anlässlich des 10. Geburtstags des Projekts. |
| 1975     | 20. März             | Heidenheim an der Brenz und Clichy                                                                                          | Städtepartnerschaft seit vor 1955 | [ 4 ] |
| 1975     | 22. März ?           | Ludwigsburg und Montbéliard                                                                                                 | Verbindung der beiden Städte seit 1950 und offizielle Städtepartnerschaft seit 7. Mai 1962                                                              | - |
| 1975     | 22. März ?           | Ansbach und Anglet | Städtepartnerschaft seit 17. Juli 1968 | [ 5 ] |
| 1975     | 22. März ?           | Bad Kreuznach und Bourg-en-Bresse                                                                                           | Städtepartnerschaft seit 1967 | - |
| 1975     | 22. März ?           | Karlsruhe und Nancy | Vorbildliche Städtepartnerschaft seit 1955 und offizielle Städtepartnerschaft seit 1963                                                                 | Die beiden Städte erhielten 1970 auch den Europa-Preis. In Nancy organisiert das Bureau des relations internationales et du Jumelage Nancy-Karlsruhe die Städtepartnerschaft. |
| 1975     | 22. März             | Konstanz und Fontainebleau                                                                                                  | Städtepartnerschaft seit 1960 | - |
| 1975 [?] | 20. März ?           | Tübingen und Aix-en-Provence                                                                                                | Städtepartnerschaft seit 20. Oktober 1960 | Das Verleihungsjahr ist unsicher und noch ohne Nachweis. Bereits 1965 wurden Aix-en-Provence und Tübingen für ihre Aktivitäten im Rahmen der Städtepartnerschaft mit dem Europa-Preis ausgezeichnet. |
| 1976     | ?                    | Pierre Boulez | ? | - |
| 1977     | ?                    | Gesellschaft für übernationale Zusammenarbeit (GÜZ) e.V. und Bureau International de Liaison et de Documentation (B.I.L.D.) | ? | [ 9 ] |
| 1978     | ?                    | Einbeck und Thiais | Städtepartnerschaft seit dem 23. Juni 1962 | Einbeck erhielt am 12. Oktober 1978 auch die Europafahne |
| 1978     | ?                    | Königstein im Taunus und Le Cannet-Rocheville                                                                               | Städtepartnerschaft seit 1972 | Königstein erhielt 1987 auch die Europafahne. |
| 1978     | ?                    | Speyer und Chartres | Städtepartnerschaft seit 1957 | - |
| 1978     | ?                    | Hans Walter Wild | Verdienste um die Verständigung zwischen Frankreich und Deutschland durch Gründung und Gestaltung der Städtepartnerschaft zwischen Bayreuth und Annecy. | Wild war Bayreuther Oberbürgermeister von 1958 bis 1988. |
| 1979     | 12. Dezember         | Heidelberg Haus | Für seinen glänzenden Beitrag zur Verbesserung der deutsch-französischen Beziehungen.                                                                   | Im Oktober 1966 gegründetes Deutsch-französisches Kulturinstitut auf Basis der seit 1961 bestehenden Städtepartnerschaft von Heidelberg und Montpellier. Es fördert den interkulturellen Austausch zwischen Deutschland und Frankreich und gilt als erstes Kulturzentrum, dessen Organisationsstruktur durch die Partnerschaft beider Länder gesichert ist. |
| 1982     | ?                    | Hans Koschnick | ? | [ 17 ] |
| 1983     | ?                    | Lörrach und Sens | Städtepartnerschaft seit 1966 | [ 19 ] |
| 1983     | Januar               | Beuel und Mirecourt | Städtepartnerschaft seit 1969 | Die Überreichung von Medaillen und Kranz an beide Bürgermeister erfolgte in Paris durch den ehemaligen französischen Botschafter Couve de Murville. Im gleichen Jahr am 16. März wurde Beuel die Europafahne überreicht. |
| 1984     | ?                    | Budenheim und Eaubonne | Städtepartnerschaft seit 1964 | - |
| 1984     | ?                    | Annemarie Griesinger | ? | [ 21 ] |
| 1985     | 27. März             | Aachen und Reims | Städtepartnerschaft seit 1967 | - |
| 1985     | 27. März             | Limburg an der Lahn und Sainte-Foy-lès-Lyon                                                                                 | Städtepartnerschaft seit 1967 | - |
| 1985     | 27. März             | Leun und Feytiat | Städtepartnerschaft seit 1980 | - |
| 1985     | 27. März             | Weinheim und Cavaillon | Städtepartnerschaft seit 1958 | - |
| 1988     | ?                    | Ladenburg und Laval | Vorbildliche Partnerschaft bei der Unterstützung der gemeinsamen Partnerstadt Garango in Burkina Faso                                                   | [ 22 ] |
| 1990     | 14. November ?       | Nicole Bary | Herausragender Beitrag zur Entwicklung des Austauschs zwischen Deutschland und Frankreich im Bereich der kulturellen und wissenschaftlichen Beziehungen | - |
| 1990     | 14. November ?       | Karl-Heinz Bender | ? | [ 23 ] |
| 1990     | 14. November ?       | Etienne François | ? | - |
| 1990     | 14. November ?       | Ingo Kolboom | Wissenschaftlich-kulturelle Verdienste um die deutsch-französischen Beziehungen                                                                         | [ 24 ] |
| 1990     | 14. November         | Fritz Nies | Herausragender Beitrag zur Entwicklung des Austauschs zwischen Deutschland und Frankreich im Bereich der kulturellen und wissenschaftlichen Beziehungen | - |
| 1994     | ?                    | René Lasserre | Verdienste um die deutsch-französische Zusammenarbeit                                                                                                   | René Lasserre ist Professor für Deutschstudien an der Universität Cergy-Pontoise |
| 1994     | ?                    | Horst Möller | ? | Verleihungsjahr könnte auch 1996 gewesen sein. |
| 1994 [?] | ?                    | Klaus Wenger | Verdienste um die deutsch-französische Zusammenarbeit                                                                                                   | Das Verleihungsjahr ist unsicher und noch ohne Nachweis. |
| ?        | ?                    | Hans Filbinger | ? | Das Verleihungsjahr ist unbekannt. In Filbingers Biographie wird der Preis als Grand Prix France-Allemagne bezeichnet. War dies eine Sonderklasse des Prix France-Allemagne oder ist es schlicht ein Fehler?. In französischen Quellen findet man im Übrigen keine Erwähnung eines Grand Prix.                                                              |